# Федір Швачка
Федір Швачка (? — 1714?) — козацький полководець, Богуславський полковник у Війську Запорозькому під булавою Пилипа Орлика.
До 1699 року, ймовірно, перебував у війську Семена Палія. Після постанови сейму Речі Посполитої про ліквідацію козацьких полків у Київському та Брацлавському воєводствах, частина козаків на чолі з полковниками Теодором Маяцьким і Федором Швачкою звернулася по протекцію до кримського хана Девлет-Гірея II.
Брав участь у поході Пилипа Орлика на Правобережну Україну 1711 року. Після загибелі богуславського полковника Самійла Самуся був обраний на його місце. Як богуславський полковник Ф. Швачка діяв на Правобережжі у 1711—1713 рр. Подальша доля не відома.
Михайло Драгоманов на підставі аналізу різних варіантів народних пісень припускає, що Федір Швачка був узятий в полон біля Фастова і згодом страчений.